# Inmigración hondureña en México
La migración hondureña a México data desde hace un par de siglos atrás; sin embargo, durante los últimos años los hondureños han llegado en su gran mayoría a México debido al incremento del crimen organizado desde los años 1990, corrupción, la extrema pobreza y falta de oportunidades que sufren en su país. Muchos de ellos no logran permanecer de manera definitiva en algún punto de la geografía mexicana. Los residentes legales son principalmente profesionales, estudiantes, deportistas, comerciantes, y empresarios. Debido a ello la mayoría pertenece a la clase media o alta y son de origen mestizo y blanco. Según el censo del año 2000, había 3722 hondureños con residencia en México.
A partir de octubre de 2018 la migración hondureña ha incrementado exponencialmente, en el contexto de las Caravanas de migrantes centroamericanos rumbo a Estados Unidos, muchos migrantes del país centroamericano han optado por permanecer en territorio mexicano obteniendo la residencia, debido a esto ha causando ciertos roces con sectores xenofóbicos y clasistas de la población mexicana. De acuerdo con el censo 2020 del INEGI, en México habitan 35.361 hondureños, siendo la segunda comunidad centroamericana más grande del país y la sexta de extranjeros en México. Los datos del censo solo cuentan a personas con residencia legal en el país.
La comunidad hondureña en México es la tercera más numerosa de hondureños en el extranjero, tras las comunidades en Estados Unidos y España.

## Historia

### Antecedentes

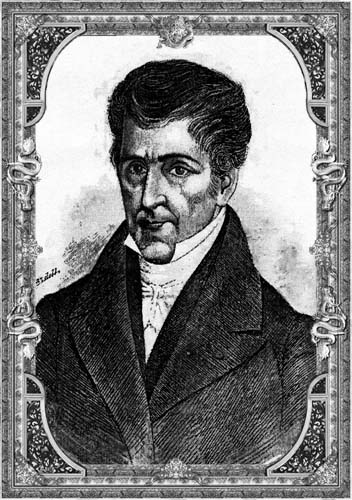
José Cecilio del Valle, prócer hondureño, fue nombrado por Agustín de Iturbide como ministro de relaciones exteriores tras haberlo liberado del convento de Santo Domingo en la Ciudad de México.

Aunque es posible que los primeros Hondureños asentados en México daten de la época virreinal de Nueva España los flujos migratorios de hondureños hacia México son relativamente recientes, los primeros migrantes de origen Hondureño en el México moderno eran por razones profesionales, era poco usual la llegada masiva de ciudadanos del país centroamericano en ese entonces, la cual no se daría hasta décadas más tarde. Otro factor de la llegada de Hondureños al suelo Mexicano fue por buscar asilo político durante las dictaduras de Tiburcio Carias Andino y Oswaldo López Arellano, pues mucha de la intelectualidad Hondureña era contraria a estos gobiernos.
Debido a esto muchos de los hondureños en México eran escritores, periodistas, artistas, entre otros, dentro de ellos puede destacarse el intelectual Rafael Heliodoro Valle quien llegó a recibir el doctor honoris causa de la Universidad Michoacana en 1953. Cabe a destacar que varios periodistas de Honduras buscaron asentarse en La Ciudad de México o Guadalajara durante los años 60 y 70. A partir de la década de los años 80 se fueron asentado las primeras comunidades hondureñas en el país debido al incremento de los inmigrantes de origen Hondureño a lo largo de México, esto de debido principalmente a que Honduras estaba involucrado en los conflictos con sus vecinos. A pesar de que México y Honduras tuvieron una historia compartida hace cientos de años, la historia entre ambos países como entes independientes es considerablemente reciente y se ha ido consolidando al paso de los años debido al fenómeno de la inmigración hacia Estados Unidos.

### Años 80
Los 80 para Honduras fue una década turbulenta, por un lado el país se había convertido en el bastión anticomunista de Centroamérica y la llave de la administración del presidente Ronald Reagan en respuesta a las guerras civiles de sus vecinos, ya que Centroamérica se había convertido en una zona altamente convulsa en visto que la Unión soviética y el pacto de Varsovia apoyaba al gobierno Nicaragüense y a las guerrillas salvadoreñas (FMLN) y guatemaltecas. Así que la administración Reagan ordenó ocupar militarmente el territorio hondureño, construyendo la base aérea Soto Cano. Se entrenó a militares salvadoreños y a la Contra Nicaragüense en suelo hondureño, además de que el gobierno del honduras apoyo al gobierno salvadoreño a socavar las guerrillas comunistas gastando una norme cantidad de dinero.
Por el otro lado empezaba a incrementar el narcotráfico en la zona, pues Honduras es geográficamente un punto de partida para las narco avionetas entre América del sur y Estados Unidos. Esto se evidencio tras el arresto del capo Ramón Matta. Durante esta década también hubo desaprisiones, asesinatos, y torturas a manos del batallón 3-16 en el país, bajo la excusa de perseguir agentes comunistas peligrosos de Honduras, de esta manera este se convierte en el escuadrón de la muerte más letal de la historia Hondureña. También se dieron una serie enfrentamientos fronterizos con Nicaragua a partir de 1986, cuando el gobierno de Honduras decide bombardear dos poblados nicaragüenses. Esta serie de tensiones y estado de guerra no declara terminaron en las operaciones Danto 88 y Faisán Dorado.

### Años 90
En los 90 la situación no mejoró para Honduras, el país estaba en números rojos y se dio inicio a la privatización masiva de varias empresas del sector público y se incrementó la presencia del crimen organizado. Esto se inició en la presidencia de Rafael Leonardo Callejas, la que introdujo el sistema neoliberal en Honduras, el cual analistas explican es uno de los pilares del incremento de pobreza en Honduras. Debido a esto durante los años 90, se intensificó el cruce de hondureños hacia el territorio mexicano por vía terrestre y marítima con la intención de llegar a los Estados Unidos, acompañados también con otros inmigrantes centroamericanos y sudamericanos como Guatemaltecos, Salvadoreños, y Venezolanos, distribuyéndose por la mayor parte del territorio nacional, en los primeros años la ruta cubría la región del Golfo de México.
Pero el incremento de puestos y retenes de vigilancia provocó que se buscara otras rutas dentro del país sin importar la distancia del paso; lo que provocó que las ciudades mexicanas fronterizas sirvieran de residencia temporal o permanente para las comunidades hondureñas. En 1998 sucedió el huracán Mitch que dejó a más de 2 millones de hondureños sin hogar ni trabajo, buena parte de la infraestructura que quedó totalmente dañada, esto provocó más salida de Hondureños.

### SigloXXI
Tras el golpe de Estado de 2009 contra el presidente Manuel Zelaya, Honduras entró en una crisis política que terminó en protestas masivas y violentas donde hubo destrucción de edificios y quema de vehículos y varias muertes a manos de las fuerzas de seguridad. La situación se agravó bastante, hasta que el país pudo alcanzar una parcial estabilidad en 2011. Con la llegada de Juan Orlando Hernández al poder en 2014, empezaron cientos de protestas a nivel nacional bajo la inconformidad de su mandato y empezaron las sospechas de sus nexos al narcotráfico.
El presidente cambia la constitución para poder reelegirse en 2017 llegando al poder bajo segundo mandato a través de un presunto fraude electoral lo cual provocó la furia de los hondureños terminando en más protestas masivas donde más de 30 personas resultaron asesinadas a manos de los militares. Finalmente miles de Hondureños deciden abandonar su patria en caravana el 13 de octubre de 2018.

### Actualidad
La comunidad hondureña en México es bastante numerosa conformada por gente de diferentes partes del país y en muchos casos es resultado de un sueño frustrado por cruzar hacia los Estados Unidos, esto ha generado que ciudadanos de Honduras han decidido permanecer en México de manera permanente sin la intención de regresar a su país, mucho de ello se debe al contrato matrimonial, obtención de empleo, y el nacimiento de sus hijos en territorio mexicano. En otros casos es por razones profesionales, ya que estudiantes becados hondureños en suelo mexicano optan por quedarse viviendo ahí obteniendo la ciudadanía sabiendo que tienen un empleo asegurado en ciudades como México D.F, Guadalajara, Monterrey, y Nuevo León.
La historia de muchos hondureños en México ha tenido pasajes crueles y duros respecto a otras comunidades de extranjeros que también viven en el país, muchas historias están relacionadas con temas de discriminación, racismo, impunidad, corrupción, tráfico humano, violencia y muerte, son el resultado de una realidad oculta que sufren los hondureños (en su mayoría buscando llegar a Estados Unidos) provocada por el abandono y la falta de atención por parte de las autoridades tanto mexicanas y hondureñas.

## Cultura Hondureña en México

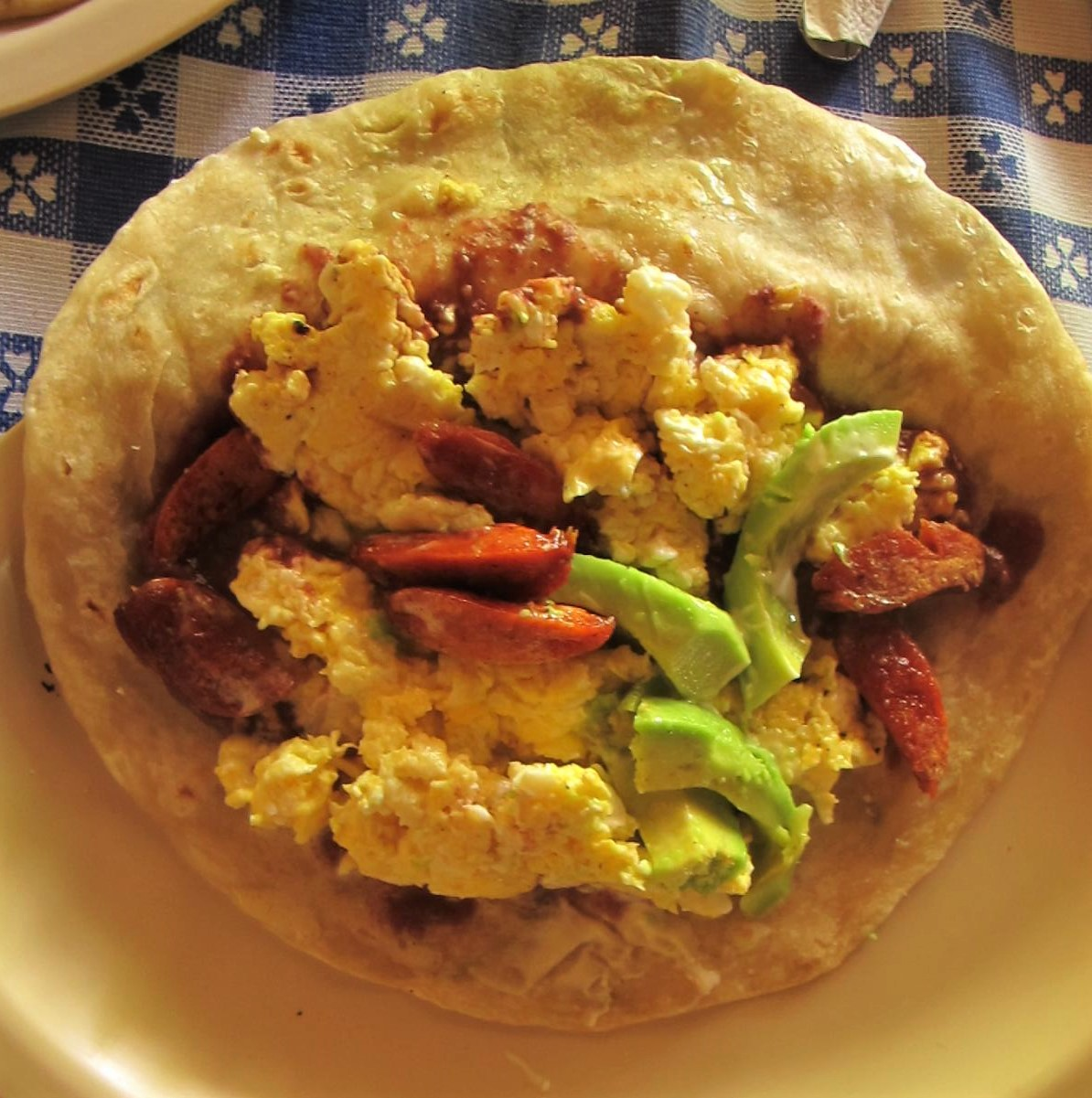
La baleada, un platillo de comida rápida de origen Hondureño hoy vendido en varias ciudades mexicanas.

Aunque bien se dice que culturalmente México no ha recibido mucha influencia de Centroamérica, esto debido a que la presencia de grandes comunidades de Hondureñas o Salvadoreñas es relativamente reciente en México, además que Centroamérica y México comparten varias características culturales similares. Ciudades fronterizas hacia el sur como las del estado de Chiapas han tenido una considerable influencia cultural Centroamericana y dentro de ella Hondureña. Fuera de eso la cultura hondureña se queda bastante limitada en influencia en suelo mexicano, aunque la gastronomía Hondureña ha empezado a venderse bien en varias ciudades, siendo la baleada un popular platillo Hondureño bastante bien vendido en ciudades como en la Ciudad de México.
Otro elemento de la cultura Hondureña en suelo mexicano es la música de la Punta catracha que Incorpora elementos de música electrónica, y tiene un movimiento rítmico característico. Grupos tales como Banda Blanca tuvo cierta relevancia en México en especial con los éxitos de temas como Sopa de caracol y "Banana". Otras obras musicales Hondureñas que tuvieron cierta notoriedad en México son canciones de grupos de rock tales como Diablos Negros y Café Guancasco, considerados exponentes del Rock Hondureño.

## Comunidades hondureñas en México
Los Hondureños poseen todo tipo de orígenes étnicos aunque el más frecuente es el mestizo pero también hay personas de etnia garífuna, indígena (Lenca, Chorti, Pech), y blanca (Árabe, Español, Alemán, Judío).
Muchos profesionales Hondureños han encontrado más oportunidad de trabajo en suelo mexicano lo cual hacen que migren de su país a México, principalmente muchos de estos migrantes terminan trabajando para varias empresas privadas mexicanas de diversos sectores.

### Ciudad de México y Zona Metropolitana
La Zona Metropolitana de la Ciudad de México es una de las regiones del país que cuenta con una numerosa presencia de hondureños, destacando su estadía temporal o permanente en barrios y colonias del estado de México como pueden ser Naucalpan de Juárez, Tultitlán, Tlalnepantla de Baz, Ecatepec de Morelos, Coacalco de Berriozábal, Cuautitlán Izcalli, Atizapán de Zaragoza, Cuautitlán, Teoloyucan, Huehuetoca, Tequixquiac, Apaxco, Tecámac y Tepotzotlán.

## Relaciones diplomáticas de Honduras en México

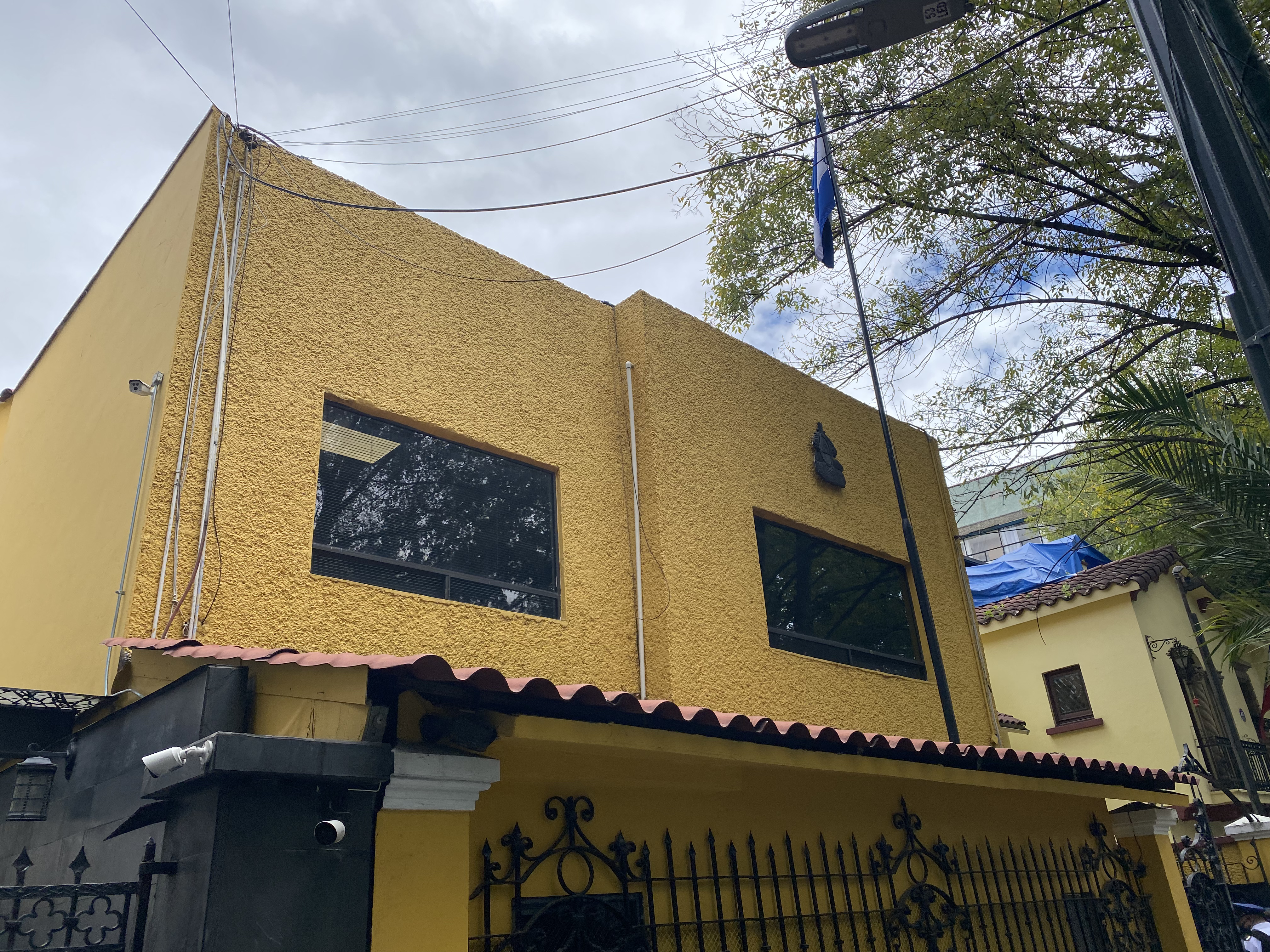
Embajada de Honduras en la Ciudad de México

La embajada de Honduras en México no solo se encarga de proteger a los ciudadanos hondureños que residen en el país de manera temporal o definitiva; también, a través de varias organizaciones civiles se ha solidarizado con programas para luchar en contra de la pobreza y la protección de migrantes en su paso por el país rumbo a los Estados Unidos.
El gobierno hondureño a través de su embajada y sus consulados, ha organizado programas de respeto al libre tránsito como un derecho humano, se organizan conjuntamente con el gobierno mexicano, brigadas de alimentación y rescate de inmigrantes indocumentados en zonas de peligro, la mortandad de inmigrantes centroamericanos en México es alta, por ello el gobierno hondureño mantiene investigaciones y repatriación o servicios funerarios hacia Honduras y otros países vecinos de Centroamérica.
- Embajada de Honduras en México, Ciudad de México.
- Consulado-General en Veracruz, Veracruz.
- Consulado-General en Tapachula, Chiapas.
- Consulado en Monterrey, Nuevo León.
- Consulado en Tijuana, Baja California.

## Flujos migratorios
| 1895 | 37     |
| 1900 | 25     |
| 1910 | 118    |
| 1921 | 143    |
| 1930 | 219    |
| 1970 | 942    |
| 1980 | 1500   |
| 1990 | 1997   |
| 2000 | 3722   |
| 2010 | 10 991 |
| 2020 | 35 361 |
| 2022 | 72 928 |

## Hondureños en México

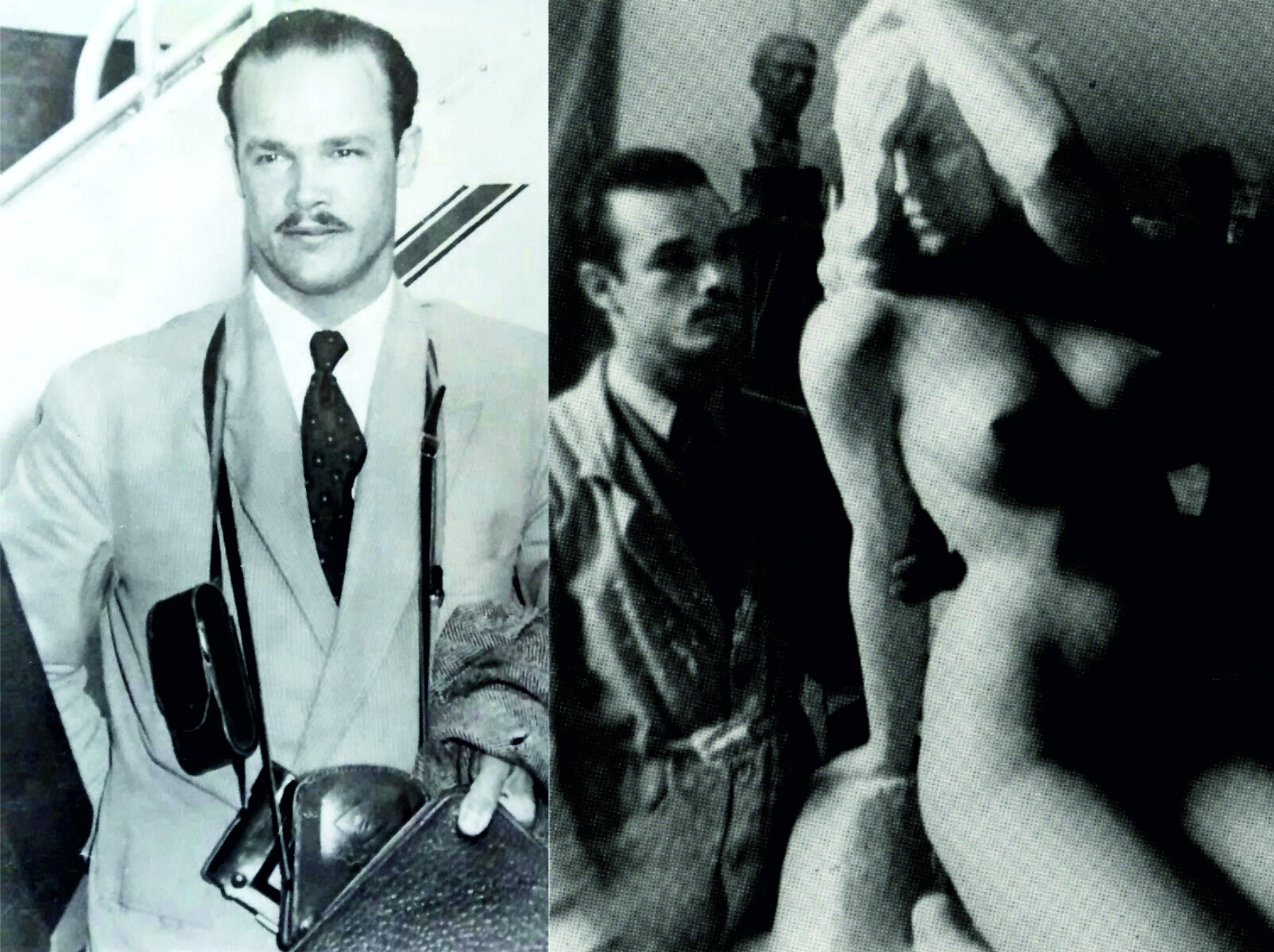
Mario Zamora Alcántara trabajo en la industria del Cine mexicano a finales de los años 40.

México ha recibido a varios distinguidos Hondureños tales como diplomáticos, escritores, artistas, deportistas, etc. Dentro de los mejor reconocidos están: 
- Rafael Heliodoro Valle, periodista, escritor.
- Mario Zamora Alcántara, artista, escultor.
- Mario Felipe Martínez Castillo, Historiador, escritor.
- Rosalinda Bueso Asfura, diplomática y académica.
- Augusto Monterroso, escritor.
- Carlos Alberto Plummer Pavón, futbolista y director técnico.
- Emilio Mejía, actor.

## Mexicanos de origen hondureño
- Abraham Laboriel, cantante y comediante.
- Ella Laboriel, cantante y actriz.
- Johnny Laboriel, cantante y comediante.